# Jerzyk alpejski
Jerzyk alpejski, jerzyk skalny (Tachymarptis melba) – gatunek średniej wielkości ptaka z rodziny jerzykowatych (Apodidae), zamieszkujący góry południowej Europy, Azji i Afryki. W Polsce widywany bardzo rzadko. Nie jest zagrożony wyginięciem.

## Morfologia
WyglądZauważalnie większy od jerzyka zwyczajnego, w locie wolniej od niego uderza skrzydłami, przez co może zostać wzięty za kobuza. Upierzenie szarobrązowe, z białą plamą na podgardlu i dużą białą plamą na brzuchu.
Wymiary średniedługość ciała 21 cm
rozpiętość skrzydeł 57 cm
masa ciała ok. 100 g

## Zasięg występowania
Obszary lęgowe znajdują się w południowej Europie i północnej Afryce na wschód poprzez Bliski Wschód aż po centralną Azję i Himalaje, oraz w południowej Afryce. Osiadły na Półwyspie Somalijskim i na jego granicy z kontynentem, w południowo-zachodniej Afryce, na Madagaskarze, w Indiach i na Cejlonie. Zimowiska znajdują się głównie w subsaharyjskiej części Afryki. W trakcie migracji może przebyć około 1600 km w trzy dni.
Do Polski zalatuje sporadycznie; do końca 2021 roku odnotowano 15 stwierdzeń (łącznie obserwowano 19 osobników).

## Biotop
Głównie góry i osiedla ludzkie. Sporadycznie występuje na nizinach.

## Pożywienie
Pożywienie stanowią owady chwytane w locie.

## Lęgi

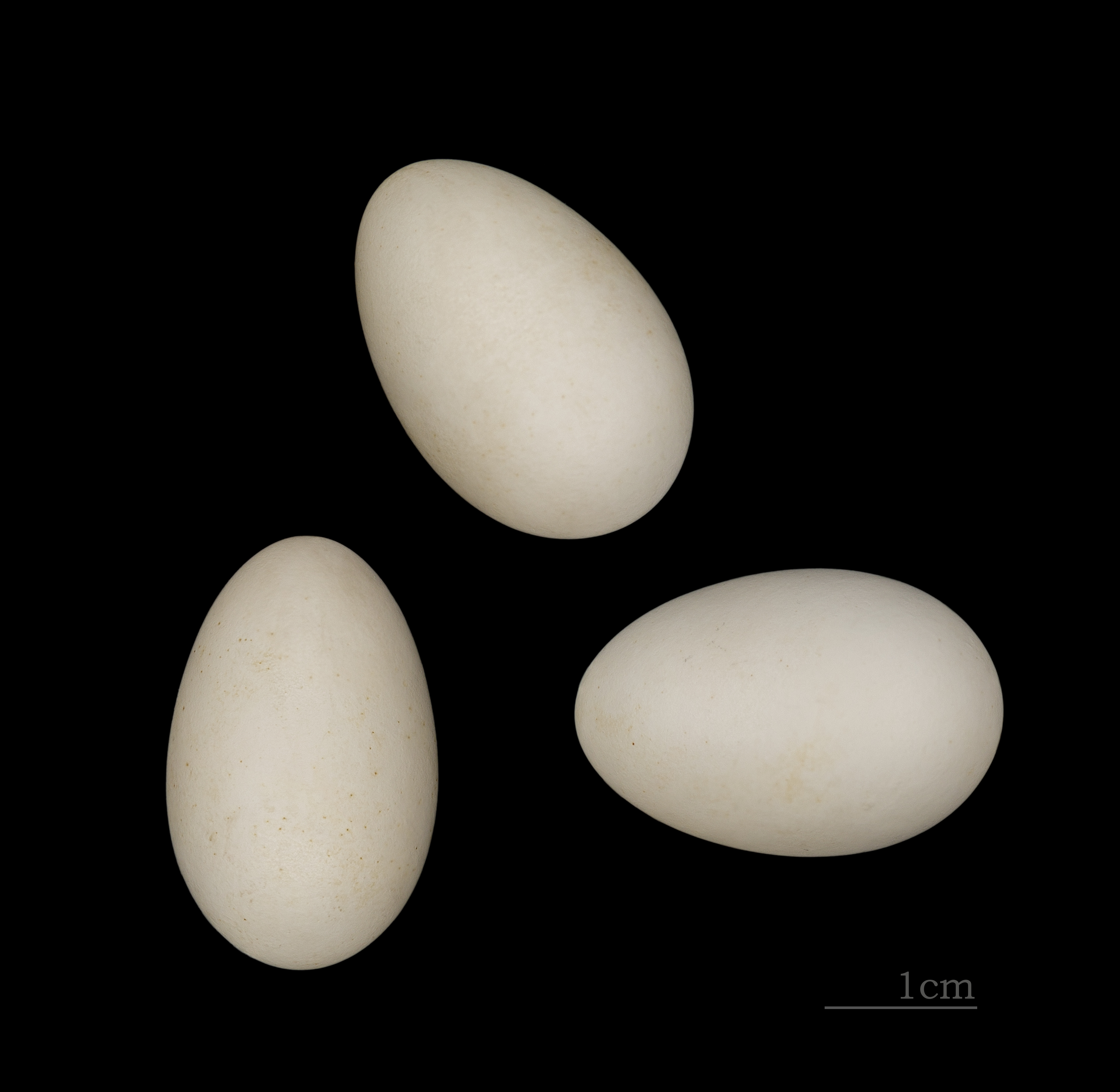
Jaja z kolekcji muzealnej

GniazdoGniazduje kolonijnie w szczelinach skalnych, rzadziej na budynkach czy pod mostami.
JajaW ciągu roku wyprowadza jeden lęg, składając 1 do 6 jaj. Jaja wysiadywane są przez okres około 17–28 dni przez obydwoje rodziców.
PisklętaOpuszczają gniazdo po około 53–66 dniach od wyklucia.

## Status i ochrona
IUCN klasyfikuje jerzyka alpejskiego jako gatunek najmniejszej troski (LC, Least Concern) nieprzerwanie od 1988 roku. Liczebność światowej populacji, obliczona w oparciu o szacunki organizacji BirdLife International dla Europy z 2021 roku, mieści się w przedziale 2 160 000 – 4 870 000 dorosłych osobników. Trend liczebności populacji nie jest znany.
W Polsce jerzyk alpejski podlega ścisłej ochronie gatunkowej.

## Podgatunki
Obecnie wyróżnia się 10 podgatunków T. melba:
- T. m. melba (Linnaeus, 1758) – południowa Europa przez Turcję do północno-zachodniego Iranu
- T. m. tuneti (Tschusi, 1904) – Maroko przez Bliski Wschód i dalej na wschód po zachodni Pakistan
- T. m. archeri (E. Hartert, 1928) – północna Somalia, południowo-zachodni Półwysep Arabski do Jordanii i Izraela
- T. m. maximus (Ogilvie-Grant, 1907) – góry Ruwenzori (północno-wschodnia Demokratyczna Republika Konga i Uganda)
- T. m. africanus (Temminck, 1815) – Etiopia do RPA i południowo-zachodniej Angoli
- T. m. marjoriae (Bradfield, 1935) – północno-środkowa Namibia do północno-zachodniej RPA
- T. m. willsi (E. Hartert, 1896) – Madagaskar
- T. m. nubifugus (Koelz, 1954) – Himalaje
- T. m. dorabtatai (Abdulali, 1965) – zachodnie Indie
- T. m. bakeri (E. Hartert, 1928) – Sri Lanka

Proponowany podgatunek striatus, opisany z góry Kenia, uznany za synonim africanus.